# シュド＝メル
シュド＝メル（Shudde-M'ell シュド＝メル または シャッド＝メル）は、創作ジャンルであるクトゥルフ神話に登場する、架空の怪物・神。クトーニアン（Chthonian）という種族の長老で、長い年月を生きて神と化している。本記事では、シュド＝メルおよびクトーニアンについて記載する。
初出はブライアン・ラムレイのクトゥルフ神話短編『セメントに覆われたもの』。この短編は長編サーガ『タイタス・クロウ・サーガ』の第1作『地を穿つ魔』に組み込まれている。「地を穿つ魔」（The Burrowers Beneath）とは、クトーニアンとシュド＝メルを指し、「セメントに覆われたもの」とはこの生物の卵を指す。

## 概要

### シュド＝メル
最大最古のクトーニアン。旧支配者・CCD（クトゥルフ眷属邪神群）。巨大で不死身に近い。人間の対邪神組織に捕らわれたクトーニアンの幼体を救いに一族と共に向かった。幼体に仕掛けられた核爆弾で一族は皆殺しにされたが、シュド＝メル自身は傷を負ったものの生存した。

### クトーニアン
クトゥルフ配下の地底種族。外見の特徴は目のないイカに似ており、短い触手を持っている。高温の溶解液を吐くことで、岩と地中を掘って暮らす。テレパシー能力を備えており、仲間同士で交信する他、人間の精神にも干渉する。岩盤を掘り進み爆弾すら容易に耐える強靭な身体を持つが、水に弱い。また核爆弾の放射線を用いれば、長のシュド＝メル以外は死ぬ。
繁殖力は低く、メスは僅かな数しか卵を産まない。そのためクトーニアンは自分達の卵と子供を必死に守る。幼生の間は炎で焼き殺すことが可能。卵は有害な放射線を遮断するために、殻の厚みが4インチ（10センチメートル）もある。
彼らの種族はグハーンという、アフリカの都市の近くに封じ込められていたが、地殻を貫くトンネルを掘ることによって脱出し、世界中に広がった。
クトーニアンにとってのシュド＝メルは、深きものどもにとっての父なるダゴンと母なるヒュドラにあたる。

### 名前
なおクトーニアンという語は作品中に出てくるが、クトゥルフの眷属一般を指すように用いられており、地底種族の名前とは特に限定されていない。chthonianはギリシャ語で「地下の・地底の」を意味するchthonに由来する単語で「地下に棲む神々」程の意味。
クトーニアンを地底イカの種族名と明確化させたのは、TRPG『クトゥルフの呼び声』が初出とされる。

## 登場作品
- ブライアン・ラムレイ『地を穿つ魔』（東京創元社）
- エンサイクロペディア・クトゥルフ